# Philippe Piette
Pour les articles homonymes, voir Piette.
Philippe Piette est un footballeur français né le 22 août 1958 à Beugnies (Nord).

## Biographie

### Joueur
Pur produit valenciennois, ce milieu de terrain agile et au niveau technique élevé est capable de jouer et de marquer des deux pieds. Il jouera dans de nombreux clubs, notamment à Marseilleen D1 1979/1980. Il signera l'année suivante à  Metz, Lens ou Nancy par la suite. Ainsi, il dispute 321 matches et marque 42 buts en Division 1, avec sept clubs différents. Avec 12 buts en 1980-1981, il termine même meilleur buteur du FC Metz. Il connaît une excellente saison 82/83 avec le RC Lens et participe à la coupe de l'UEFA.

### Entraîneur
Il devient par la suite entraîneur. En 2007, il dirige l'équipe première du FCF Hénin-Beaumont, en championnat de France de football féminin. Il quitte ses fonctions en mai 2011.
Il signe son retour en tant qu'entraîneur de l'équipe première du FC Lambersart en août 2016. Il quitte ses fonctions un an plus tard.

## Carrière de joueur
- 1973-1979 :  US Valenciennes-Anzin
- 1979-1980 :  Olympique de Marseille
- 1980-1982 :  FC Metz
- 1982-1984 :  RC Lens
- 1984-1985 :  RC Paris
- 1985-1986 :  Lille OSC
- 1986-1988 :  AS Nancy-Lorraine
- 1988-1990 :  FC Tours
- 1990-1991 :  US Joué-lès-Tours
- 1991-1992 :  Sporting Melun-Dammarie
- 1992-1996 :  FC Saint-Hilaire-sur-Helpe
- 1996-1999 :  FC Avesnes-sur-Helpe[1]

## Palmarès
- International juniors et espoirs
- Vice-champion de France D2 en 1975 avec l'US Valenciennes-Anzin